# Delta (stripalbum)
Delta is het elfde stripalbum uit de stripreeks Jeremiah. Het album is geschreven en getekend door Hermann Huppen. Van dit album verschenen tot nu toe twee drukken, bij uitgeverij Novedi in 1985, en bij uitgeverij Dupuis in de collectie Spotlight, in 1992.

## Verhaal
Jeremiah, verbijsterd over het verlies van Lena, bijna apathisch en armoedig, wordt weggesleept door Kurdy die, in geldnood, besluit een oude schuld op te eisen van een van zijn oude mede-avonturiers, Jay. Deze simuleert totaal geheugenverlies na een deltavliegongeval.
De metgezellen hebben geen andere keuze dan zich bij de plunderaars aan te sluiten op zoek naar een zeer kostbaar goed in die tijd: olie. Tijdens een bezoek aan de over te hevelen olietanks worden meerdere van hen gedood door iemand die hen besluipt.